# Eurydactylodes occidentalis
Espèce
Statut de conservation UICN

 CR B2ab(i,ii,iii,iv) : 
En danger critique
Eurydactylodes occidentalis est une espèce de gecko de la famille des Diplodactylidae.

## Répartition
Cette espèce est endémique de Nouvelle-Calédonie. Elle se rencontre sur la côte ouest de la province Sud entre Poya et Bourail.

## Description
C'est un gecko de petite taille, le plus petit du genre.

## Publication originale
- Bauer, Jackman, Sadlier & Whitaker, 2009 : Review and phylogeny of the New Caledonian diplodactylid gekkotan genus Eurydactylodes Wermuth, 1965, with the description of a new species. Zoologia neocaledonica 7, biodiversity studies in new caledonia. Mémoires du Muséum national d’Histoire naturelle, vol. 198, p. 13-36.